# Колтаєва
Колта́єва (рос. Колтаева) — присілок у складі Ачитського міського округу Свердловської області.
Населення — 24 особи (2010, 43 у 2002).
Національний склад станом на 2002 рік: татари — 79 %.